# Specialeffekter
Specialeffekter (SFX) är effekter som används inom film och TV då man vill återskapa en illusion av något spektakulärt eller svårkontrollerat som en bilkrasch, explosion eller liknande. De skapas med hjälp av teknik och/eller via digital postproduktion (ofta benämnt visuella effekter).
Specialeffekter delas traditionellt in i optiska effekter och mekaniska effekter. I och med den digitala filmerans framväxt görs en distinktion mellan specialeffekter (SFX) och visuella effekter (VFX), där visuella effekter syftar på postproduktion i efterhand och specialeffekter syftar på mekaniska och optiska effekter gjorda på plats framför kameran. 
Specialeffekter kan skapas via mekanisk rekvisita, skalmodeller, animatronik och pyroteknik. Resultatet kan bli spektakulära explosioner, bränder eller bilkrascher. 
Vid optiska specialeffekter, även benämnda trickfilmning, kan man byta bakgrunder eller slå ihop separat inspelade detaljer via exempelvis chroma key. Här används antingen optisk printer, datoranimation eller en annan typ av digital behandling. Redan i kameran kan man även framställa dubbelkopiering, bakprojektion och frontprojektion.
Ett av de ledande företagen på specialeffekter är Industrial Light and Magic (ILM), grundat av George Lucas. ILM var ansvarigt för specialeffekterna i bland annat Stjärnornas krig (1977) och Terminator 2 (1991).